# A Profesionałna futbołna grupa (2005/2006)
A Profesionałna futbołna grupa (2005/2006) była 82. edycją najwyższej piłkarskiej klasy rozgrywkowej w Bułgarii. W rozgrywkach brało udział 15 zespołów. Tytułu nie obroniła drużyna CSKA Sofia. Nowym mistrzem Bułgarii został zespół Lewski Sofia.

## Tabela końcowa
| 1.  | Lewski Sofia            | 28 | 68 | 71 | 23 |
| 2.  | CSKA Sofia              | 28 | 65 | 73 | 22 |
| 3.  | Liteks Łowecz           | 28 | 60 | 51 | 22 |
| 4.  | Łokomotiw Sofia         | 28 | 54 | 49 | 29 |
| 5.  | Łokomotiw Płowdiw       | 28 | 40 | 43 | 42 |
| 6.  | Bełasica Petricz        | 28 | 39 | 33 | 33 |
| 7.  | Sławia Sofia            | 28 | 39 | 33 | 34 |
| 8.  | Czerno More Warna       | 28 | 37 | 29 | 27 |
| 9.  | Wichren Sandanski       | 28 | 32 | 35 | 55 |
| 10. | Beroe Stara Zagora      | 28 | 32 | 36 | 53 |
| 11. | Marek Dupnica           | 28 | 31 | 23 | 37 |
| 12. | Rodopa Smolan           | 28 | 25 | 23 | 52 |
| 13. | Botew Płowdiw           | 28 | 24 | 20 | 38 |
| 14. | Pirin 1922 Błagojewgrad | 28 | 23 | 23 | 46 |
| 15. | Nafteks Burgas          | 28 | 18 | 14 | 43 |
| –   | Pirin Błagojewgrad      | 0  | 0  | 0  | 0  |

| Legenda:         |
| Liga Mistrzów    |
| Puchar UEFA      |
| Puchar Intertoto |
| spadek           |

1 Po drugiej kolejce rundy jesiennej klub Pirin Błagojewgrad ogłosił bankructwo. Mecze z tym zespołem zostały wykreślone z kalendarza, a wyniki rozegranych dwu spotkań anulowano.
2 W związku z problemami Pirinu Błagojewgrad ekstraklasa została tymczasowo zmniejszona do 15 zespołów, a tylko dwa ostatnie kluby spadły do II ligi, z której awansowały: Spartak Warna, Rilski Sportist Samokow i Conegliano German.
3 O kolejności zespołów, które zdobyły taką samą ilość punktów decydowały wyniki spotkań między nimi.

## FinałPucharu Bułgarii
- CSKA SOFIA – Czerno More Warna 3:1

## Królowie strzelców
- po 16 goli –
 Milivoje Novaković (Liteks Łowecz)
 José Emilio Furtado (10 dla Wichrenu Sandanski, 6 dla CSKA Sofia)